# Интерферометр

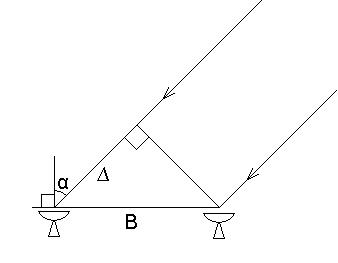
Разность хода лучей двух антенн интерферометра.

Интерферометр — измерительный прибор, действие которого основано на явлении интерференции. Принцип действия интерферометра заключается в следующем: пучок электромагнитного излучения (света, радиоволн и т. п.) с помощью того или иного устройства пространственно разделяется на два или большее число когерентных пучков. Каждый из пучков проходит различные оптические пути и направляется на экран, создавая интерференционную картину, по которой можно установить разность фаз интерферирующих пучков в данной точке картины.
Измерениями при помощи интерферометра занимается дисциплина интерферометрия. 
Интерферометры применяются как при точных измерениях длин, в частности в станко- и машиностроении, так и для оценки качества оптических поверхностей и проверки оптических систем в целом.

## Плоские стеклянные пластины

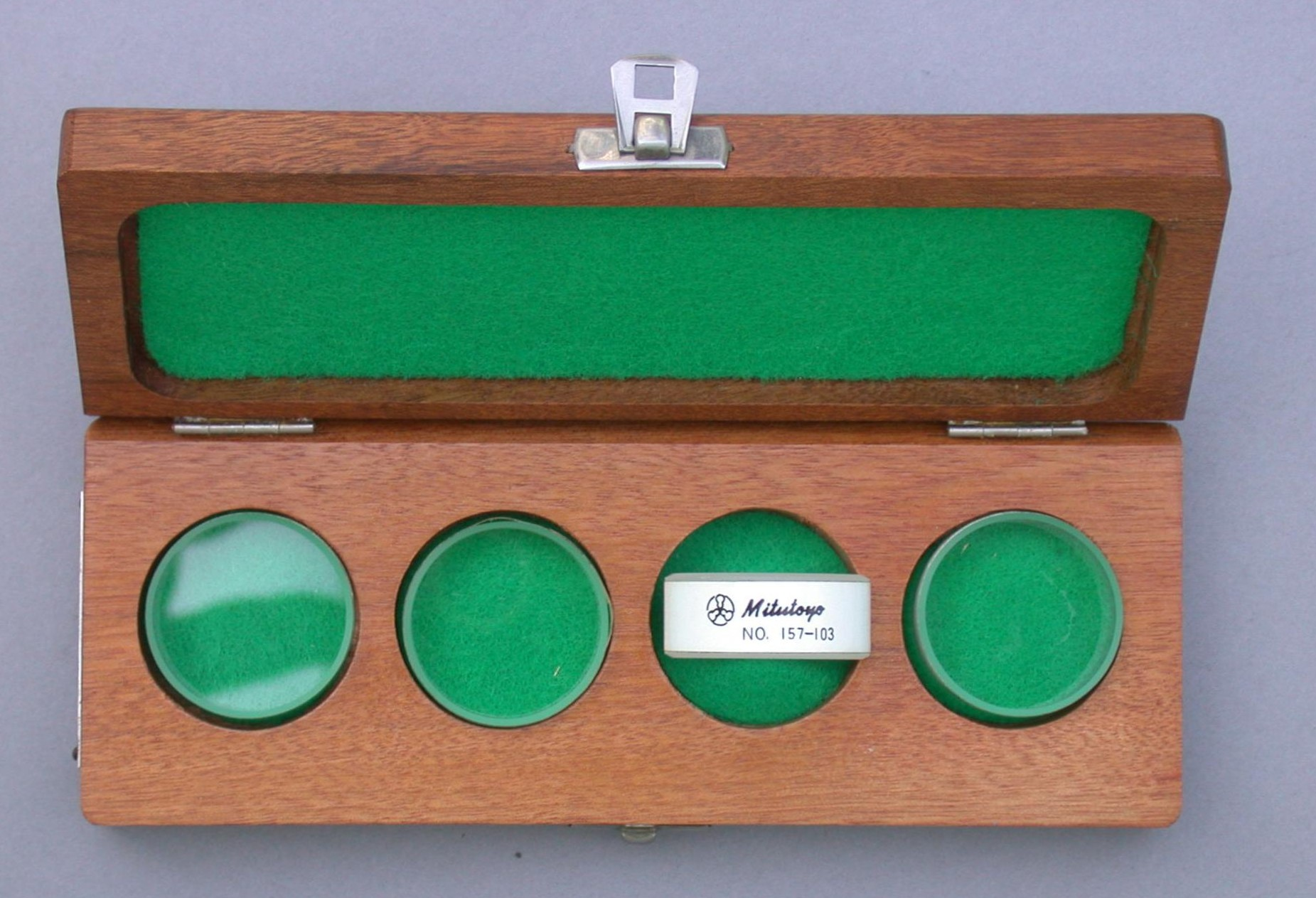
Плоские стеклянные пластины

Для точных измерений плоскостности и параллельности поверхностей различных деталей используются плоские стеклянные пластины. Они изготавливаются в виде цилиндров размером порядка десятка сантиметров с отполированными основаниями, которые и служат для измерений методом интерференции. При измерении плоскостности поверхности она прикладывается к одному из оснований пластины плоской стеклянной, которая через второе основание освещается монохроматическим светом. Если измеряемая поверхность достаточно плоская, на освещённой поверхности пластины плоской стеклянной образуются ровные параллельные интерференционные полосы. В случае отклонений от плоскостности полосы получаются в различной степени изогнутыми. Пластины плоские стеклянные также используются для измерения и контроля эталонов длины — концевых мер. Параметры пластин плоских стеклянных определяет ГОСТ 2923—75, примеры их моделей: ПИ-60, ПИ-80, ПИ-100, ПИ-120.

## Интерферометры в астрономии
Интерферометры широко используются в астрономии для создания радио- и оптических телескопов с высоким разрешением. Они позволяют заменить телескоп с большой апертурой (которая необходима для получения высокого разрешения) на решётку телескопов с меньшими апертурами, соединёнными по принципу интерферометра. Особым успехом интерферометры пользуются в радиоастрономии. Ввиду того, что к относительно низким радиочастотам предъявляются не такие строгие требования к дискретизации и оцифровке сигналов, существует возможность объединять радиотелескопы в сети РСДБ.

## Опыты для наблюдения интерференции
- Опыт Юнга
- Зеркало Ллойда
- Зеркала Френеля
- Бипризма Френеля
- Интерференция в тонких плёнках
- Кольца Ньютона

## Типы интерферометров
- Интерферометр Жамена

- Интерферометр Маха — Цендера
- Интерферометр Рождественского
- Интерферометр шахтный

- Интерферометр Майкельсона

- Интерферометр гетеродинный
- Интерферометр неравноплечный
- Интерферометр Кёстерса
- Интерферометр Тваймана — Грина
- Интерферометр Чапского
- Интерферометр Линника
- Звёздный интерферометр Майкельсона

- Интерферометр Рэлея
- Интерферометр Саньяка
- Интерферометр Физо
- Резонатор Фабри — Перо (первоначально — интерферометр Фабри — Перо)
- Сдвиговый интерферометр

### Неклассические интерферометры
В 1950-е — 1960-е годы астрономы Р. Браун и Р. Твисс разработали оптический интерферометр интенсивности, в котором измеряются только интенсивности излучения.